# Calle de Gerona (Barcelona)
La calle de Gerona es una calle del Ensanche de Barcelona. Recibe su nombre por la ciudad catalana de Gerona, una de las cuatro capitales de provincia de Cataluña. Aparece como la calle número 33 en el Plan Cerdá. Su denominación actual ya aparece en la propuesta de rotulación de las calles del Ensanche que hizo hacia 1865 el escritor, periodista y político barcelonés Víctor Balaguer. El nombre propuesto por Balaguer fue aprobado el 1 de enero de 1900.